# The Lagoons
The Lagoons es un desarrollo inmobiliario que está en construcción en Dubái, Emiratos Árabes Unidos. Se sitúa a lo largo de Dubái, cerca de Ras Al Khor Road.

## Datos
La zona de las Lagunas cubrirá un área de 70 millones de pies cuadrados (6,5 millones de metros cuadrados). Siete islas artificiales, que cada ser vinculadas entre sí, constará de apartamentos residenciales, centros comerciales, edificios de oficinas, hoteles de cinco estrellas, resorts, un museo, puertos deportivos, y la primera Casa de la Opera de Dubái.
El costo del proyecto se estima en alrededor de  80 mil millones AED (25 mil millones en dólares de los EE.UU). Será desarrollado por la empresa de bienes raíces Sama Dubai. Las pruebas del suelo se iniciarán a finales de 2008, mientras que el proyecto final estaba prevista finalizarse entre 2010 y 2011, pero debido a problemas económicos el proyecto se canceló.
Recientemente el proyecto se ha re-anudado y las obras de preparación se han iniciado. También se espera que se anuncie la construcción de "The Lagoons Tower", un rascacielos que supera los 1000 m de altura.